# Budkov (tvrz, okres Jindřichův Hradec)
Tvrz Budkov, někdy též zvaná Rozkoš, je bývalá tvrz později přestavěná na sýpku a poté na obytné stavení nacházející se ve vesnici Budkov, dnes s číslem popisným 19. Od roku 1963 patří mezi kulturní památky.

## Popis
Bývalá tvrz se nachází u rybníka Hejtman ve vesnici Budkov u Střížovic. Jde o jednopatrovou stavbu s obdélným půdorysem a se střílnami v patře. Původně byla obehnána vyzděným příkopem, který byl zasypán.

## Historie
První zmínky o tvrzi pocházejí z roku 1399, kdy patřila k telčskému panství. O sto let později prameny hovoří jako o tvrzi zpustlé. Roku 1921 byla upravena na obytné stavení. V současné době je v soukromém vlastnictví. Podle posledních výzkumů se zdá, že stavba v minulosti sloužila spíše jako letohrádek než tvrz.